# Orange Is the New Black (2.ª temporada)
A segunda temporada de Orange Is the New Black foi anunciada pela Netflix em 5 de julho de 2013. Jenji Kohan continua como showrunner e produtora executiva. A segunda temporada estreou em 6 de junho de 2014.

## Elenco e personagens

### Principal
- Taylor Schilling como Piper Chapman
- Kate Mulgrew como Galina "Red" Reznikov
- Jason Biggs como Larry Bloom
- Uzo Aduba como Suzanne "Olhos Loucos" Warren
- Danielle Brooks como Tasha "Taystee" Jefferson
- Natasha Lyonne como Nicky Nichols
- Taryn Manning como Tiffany "Pennsatucky" Doggett
- Michael Harney como Sam Healy

## Produção
A Netflix confirmou a segunda temporada de Orange Is the New Black em 5 de julho de 2013. Jenji Kohan continua como showrunner e produtora executiva, e alguns atores foram confirmados para o elenco. Dentre eles estão a atriz Kimiko Glenn que interpretará Brook Soso, e Lorraine Toussaint que interpretará Yvonne "Vee" Parker.
A segunda temporada estreou em 6 de junho de 2014.

## Episódios
| N.º na série | N.º na temp. | Título                                                         | Dirigido por             | Escrito por                 | Personagem(ens) em Destaque | Lançamento         |
| --- | ------------ | -------------------------------------------------------------- | ------------------------ | --------------------------- | --------------------------- | ------------------ |
| 14 | 1            | "Thirsty Bird" "(Pássaro com Sede)"                            | Jodie Foster             | Tara Herrmann & Jenji Kohan | Piper                       | 6 de junho de 2014 |
| Piper é acordada na solitária e, sem ter nenhuma informação, é forçada a embarcar em um ônibus e em um avião para um lugar desconhecido. Depois de um tempo, ela finalmente percebe que está indo para uma outra prisão em Chicago. Piper assume que foi transferida por tentar matar Pennsatucky e tenta adaptar-se a nova prisão. Depois de falar com Alex, Piper descobre que está em Chicago para testemunhar no julgamento do chefe de tráfico de Alex, Kubra Balik, e que a estadia é temporária. Alex pede para Piper mentir no tribunal sobre Kubra, temendo que ele se vingue caso elas digam a verdade. No entanto, Piper não quer mentir. Piper se encontra com o advogado dela, o pai de Larry, que fortemente a aconselha a dizer a verdade. Na van a caminho para o julgamento, Alex pede uma última vez para Piper mentir, com medo de ser assassinada se elas não contarem a mesma história. Piper faz o que Alex disse e mente no julgamento. Mais tarde, o advogado lava as mãos dela de Alex. Então, ela diz para Piper que, embora estivesse planejando mentir, ela disse a verdade, o que acaba complicando as coisas para Piper, que agora enfrenta acusações de perjúrio e tempo adicional. Piper se enfurece com Alex, que é levada para fora da prisão para ser solta. Flashback: Vários flashbacks da infância de Piper revelam seu passado complicado. |              |                                                                |                          |                             |                             |                    |
| 15 | 2            | "Looks Blue, Tastes Red" "(É Azul, Mas Tem Gosto de Vermelho)" | Michael Trim             | Jenji Kohan                 | Taystee                     | 6 de junho de 2014 |
| É revelado que Pennsatucky sobreviveu à briga com Piper, e é solta da solitária depois de um mês. Ela faz um acordo com Healy sobre o que ela vai dizer sobre a luta, e em troca ela recebe uma prótese de novos dentes. Daya foi constipado durante os últimos cinco dias, e sua mãe e Mendoza competem para resolver o problema. Os fundos de comissário de funcionamento de Red se encurtam, pois ela não controla mais a cozinha e não pode ajudar seus associados criminais. Durante a visita de seu filho, é revelado que ela tem um neto. Red é levada pelas detentas mais velhas. Uma simulação de entrevista de emprego dá a Taystee a chance de mostrar seus negócios criativos para uma representante da empresa Philip Morris. Ela começa o trabalho simulado depois que ela impressiona a representante com sua pesquisa sobre a empresa. No final do episódio, a antiga figura materna de Taystee, Vee, se torna uma nova detenta em Litchfield. Flashback: Taystee, em sua fase jovem — e sendo chamada de Tasha —, vai para um Festival de Adoção de Negros, tentando encontrar uma nova família. Ela conhece uma traficante de drogas, Vee, que se torna uma figura materna para ela. Mais tarde, Taystee começa a trabalhar para ela no tráfico de drogas. |              |                                                                |                          |                             |                             |                    |
| 16 | 3            | "Hugs Can Be Deceiving" "(Aquele Abraço)"                      | Michael Trim             | Lauren Morelli              | Suzanne                     | 6 de junho de 2014 |
| Piper volta a Litchfield junto com uma detenta nipo-americana chamada Brook Soso, a quem Piper conforta, até o momento em que ela se torna muito irritante. A antiga figura materna de Taystee, Vee, retorna, para a desaprovação de Taystee. É revelado que Vee e Red se conhecem de um encarceramento anterior de Vee. Larry encontra-se com um jornalista que quer usar Piper como uma fonte para uma história sobre fraude e desfalque pela administração em Litchfield. Daya fica frustrada com Bennett quando ele não sabe como contrabandear vitaminas pré-natais. Mais tarde, ele percebe que sua prótese de perna pode ser uma maneira. É revelado que Suzanne ficou perturbada depois do concurso e socou Piper na neve. Isso fez com que, na luta entre Piper e Pennsatucky, parecesse que as duas foram igualmente responsáveis. Vee usa o desespero proscrito de Suzanne manipulá-la, e começa sua tentativa de retomar o poder na prisão. Flashback: É mostrado que Suzanne sempre foi considerada diferente, e foi incentivada por sua mãe adotiva a mostrar que é tão digna e talentosa quanto os outros. Em sua formatura do ensino médio, ela é convidada para cantar durante a cerimônia, mas o medo do palco a leva a uma explosão constrangedora, semelhante a sua não-apresentação no desfile de Natal. |              |                                                                |                          |                             |                             |                    |
| 17 | 4            | "A Whole Other Hole" "(O Buraco é Mais em Cima)"               | Phil Abraham             | Sian Heder                  | Lorna                       | 6 de junho de 2014 |
| Nicky e Big Boo se envolvem em uma competição para ver quem consegue transam com o maior número de mulheres na prisão. Vee se oferece para ajudar Poussey a vender seu hooch a outras detentas, mas Poussey não aceita. Red começa a plantar plantas em uma estufa velha para usá-la como uma cobertura para mover o contrabando na prisão. Larry e Polly começam a se aproximar quando o marido de Polly viaja. Lorna descobre que seu amor, Christopher, vai se casar com outra mulher. Durante a condução de Rosa para seus tratamentos de câncer, Lorna pega a van, invade a casa de Christopher, veste um véu do casamento que encontra lá, e toma um banho relaxante, fazendo com que ela quase seja pega quando ele chega em casa. Flashback: Lorna ganhava dinheiro enganando e passando a perna nos outros. Christopher nunca foi seu noivo, mas sim, um homem que ela perseguiu após um único encontro, deixou mensagens ameaçadoras e tentou colocar uma bomba no carro de sua verdadeira namorada. |              |                                                                |                          |                             |                             |                    |
| 18 | 5            | "Low Self Esteem City" "(Presas Fáceis)"                       | Andrew McCarthy          | Nick Jones                  | Gloria                      | 6 de junho de 2014 |
| O banheiro que Gloria Mendoza e suas meninas usam começa a ter problemas de encanamento e fezes saindo dos ralos do chuveiro. Vee é nomeada líder do grupo das negras, e vai de cabeça à cabeça contra as latinas quando elas se infiltram no banheiro das negras. Fig, os guarda assistente, se recusa a arrumar os chuveiros do banheiro das latinas devido a problemas de orçamento, e limita o tempo de banho de 30 segundos como uma solução. Quando as tensões aumentam entre as negras e as latinas, Vee e Gloria fazem um acordo, a fim de acalmar as coisas. Enquanto isso, o irmão de Piper, Cal, e a mãe dela, visitam Piper e informam a ela que seu pai não quer vê-la na prisão. Durante a visita, Cal revela que sua avó está morrendo. Piper fica devastada, e pede a Healy uma licença. Boo e Nicky continuam suas competições sobre quem consegue marcar mais pontos com as suas conquistas sexuais. Enquanto Boo vai atrás dos "pequenos ponteiros", Nicky gasta seu tempo tentando fisgar Fischer, uma das guardas prisionais, sem sucesso. Flashback: Gloria era vítima de violência doméstica, e foi presa por cometer fraude com selos alimentares comercializados na loja que tinha. |              |                                                                |                          |                             |                             |                    |
| 19 | 6            | "You Also Have a Pizza" "(E Acaba em Pizza)"                   | Allison Anders           | Stephen Falk                | Poussey                     | 6 de junho de 2014 |
| As detentas se preparam para a festa do Dia dos Namorados. Red começa a importar itens através do buraco de esgoto na estufa com a ajuda de seu filho. Larry pede para Piper ser sua toupeira na prisão para que ele possa escrever artigos sobre as finanças da prisão. Piper começa a questionar detentas e guardas para descobrir onde está o dinheiro do orçamento da prisão e o que realmente está acontecendo. Na Festa dos Namorados em Litchfield, Pennsatucky é expulsa de seu antigo grupo de amigos por Leanne. Poussey e Taystee discutem. Flaca e Maritza compartilham um momento íntimo na cozinha. Pennsatucky e Healy também compartilham um momento fora da prisão. Larry vai até Polly com todas as coisas de Piper. Ele e Polly se beijam, logo antes de Pete retornar para casa de sua viagem. Caputo convida Fischer para ir ver sua banda tocar em um bar local, no entanto, ela convida Luschek, Bell e O'Neill para ir também. Mais tarde, quando Caputo se apresenta com a banda, ele percebe que Jimmy, uma das detentas idosas que sofre de demência, escapou da prisão e está sentada no bar ouvindo a música. Flashback: Poussey tem um relacionamento com uma garota alemã, enquanto vivia em uma base militar na Alemanha. O pai da menina flagra as duas fazendo sexo, e usa seu poder para enviar a família de Poussey de volta para os Estados Unidos. Ao confrontar o pai de sua namorada, Poussey se prepara para puxar uma arma e atacá-lo, mas seu próprio pai intervém antes que ela tire a arma. |              |                                                                |                          |                             |                             |                    |
| 20 | 7            | "Comic Sans" "(Negócios à Parte)"                              | Andrew McCarthy          | Sara Hess                   | Black Cindy                 | 6 de junho de 2014 |
| Devido à fuga de Jimmy, Caputo exige que os guardas da prisão comecem a monitorar as detentas mais de perto, e impõe uma quota mínima para tiros escritos. Taystee dá para Nicky um cigarro em troca de selos postais para Vee. Red contrabandeia produtos styling e outros itens para Sophia, em troca de manter a cor do cabelo. As latinas continuam a solicitar o contrabando de Bennett. Cansado de ser aproveitado, ele as ameaça com tiros, para o desgosto de Daya. As negras continuam a trocar cigarros de contrabando e favores de outras detentas. Daya, Flaca e Morello perguntam para Piper se elas podem ajudar com o jornal que ela começou. Poussey se recusa a se envolver nos negócios de Vee, mas Nicky a incentiva a ficar do lado de Vee. Polly vai até a casa de Larry em um ultraje emocional, e os dois transam. Jimmy é solta da prisão, mas é revelado que ela foi levada para uma estação de ônibus e abandonada lá. Flashback: Black Cindy trabalha como guarda de segurança em um aeroporto. Ela é mostrada vasculhando bolsas de passageiros, e rouba um iPad para o aniversário da irmã (mais tarde, é revelado ser sua filha biológica). |              |                                                                |                          |                             |                             |                    |
| 21 | 8            | "Appropriately Sized Pots" "(O Vazo Certo)"                    | Daisy von Scherler Mayer | Alex Regnery & Hartley Voss | Rosa                        | 6 de junho de 2014 |
| Piper enfrenta uma nova reação sobre os privilégios especiais. Caputo se enfurece como nunca se enfureceu antes, o que resulta na demissão de Fischer. Além disso, Caputo começa a desconfiar da estufa de Red, mas, felizmente para ela, Gloria move seu contrabando antes de Caputo encontrar. Piper pede para Healy revogar sua licença pois as outras detentas estão a tratando mal por causa disso. Piper liga para sua mãe para lhe dizer que foi concedida uma licença para ela, mas sua mãe lhe diz que sua avó morreu no dia anterior. Rosa conhece um rapaz no tratamento de quimioterapia, e mais tarde, ela descobre que ele está de alta. Flashback: Na década de 1970, Rosa dirigia o carro de fuga em vários roubos de banco realizados por seu namorado e seus amigos. |              |                                                                |                          |                             |                             |                    |
| 22 | 9            | "40 Oz. of Furlough" "(Saída Temporária)"                      | S. J. Clarkson           | Lauren Morelli              | Red                         | 6 de junho de 2014 |
| O relacionamento de Piper com Larry enfrenta um teste do mundo real quando Piper volta para casa por causa de sua licença. Larry admite para Piper que ele dormiu com outra pessoa. Piper assiste ao funeral de sua avó, que se transforma no casamento de seu irmão. Os esforços de Red para se redimir aos olhos de seu ex-posse são finalmente recompensados. Ela pretendia tomar a empresa de contrabando da cozinha de Red, terminando com Vee espancando Red. Mendez retorna para Litchfield. Bennett revela para Caputo que Daya está grávida, e diz que Mendez é o pai. Flashback: A história do relacionamento de Red e Vee em Litchfield é explorada através de flashbacks. Os flashbacks revela que Vee tinha tomado a liderança das detentas negras. |              |                                                                |                          |                             |                             |                    |
| 23 | 10           | "Little Mustachioed Shit" "(Filho de Bigode)"                  | Jennifer Getzinger       | Sian Heder                  | Piper & Alex                | 6 de junho de 2014 |
| Os guardas ficam em alerta em uma tentativa de acabar com o contrabando da prisão. A gravidez de Daya é revelada. Mendez é demitido e preso pois acredita-se que ele seja o pai. Piper descobre que Larry e Polly dormiram juntos. Vee tenta juntar os negócios da Red no jardim. Poussey fica bêbada e xinga Vee, então Suzanne a espanca em um momento de raiva. Nicky decide levar a heroína que Taystee lhe deu para Red. Healy inicia um grupo de terapia chamado "Local Seguro". Flashback: Mais da história do relacionamento de Alex e Piper é explorado. |              |                                                                |                          |                             |                             |                    |
| 24 | 11           | "Take a Break from Your Values" "(Idealistas Unidos)"          | Constantine Makris       | Nick Jones                  | Irmã Ingalls                | 6 de junho de 2014 |
| Piper finalmente consegue falar com Alex e descobre que Kubra não foi condenado. É dito para Piper que ela será transferida para Virgínia. A greve de fome de Soso atrai um novo apoio que leva para um fervor religioso. Polly se separa de Pete por causa de Larry. O jornal da prisão é desligado. A Irmã Ingalls se junta à greve de fome. As detentas mais velhas formam um plano para matar Vee, mas Red não sabe sobre ele. O plano dá errado quando eles esfaqueiam a detenta errada. Flashback: Flashbacks mostram a Irmã Ingalls se juntando à sua primeira comunhão e continuando em ativismo social, até que ela é excomungada pela igreja. |              |                                                                |                          |                             |                             |                    |
| 25 | 12           | "It Was the Change" "(A Tempestade)"                           | Phil Abraham             | Sara Hess                   | Vee                         | 6 de junho de 2014 |
| A rivalidade de Vee e Red continua com vários confrontos em relação aos seus concorrentes empreendimentos de negócios dentro da prisão. As detentas são forçadas a deixarem suas camas e dormirem no refeitório quando uma tempestade inunda o sistema de encanamento e causa um blackout, fazendo a prisão ficar sem luz. Red e seu grupo ficam preocupadas em serem atacadas durante a noite. Do outro lado do refeitório, Vee também avisa posse sobre Red. Enquanto a noite continua, Lorna compartilha um momento íntimo com Rosa morrendo. Pennsatucky começa a se aproximar de Big Boo em uma tentativa de descobrir detalhes sobre a sua "agenda gay". Figueroa recebe várias ligações irritadas de Caputo e descobre uma verdade desconfortável sobre seu marido. Red ataca Vee enquanto elas estão sozinhas no lado de fora da prisão, tentando estrangulá-la com um pedaço de filme plástico, mas não consegue. As duas concordam que Litchfield as mudou e elas apertam as mãos, pedindo uma trégua. No final da noite, Piper sai do refeitório para encontrar evidências de fraude de Figueroa em seu escritório mas é pega por Caputo quando a luz da prisão volta. Na manhã seguinte, enquanto Red limpa a bagunça feita pela tempestade, ela é nocauteada na cabeça por Vee e fica gravemente ferida. Flashback: |              |                                                                |                          |                             |                             |                    |
| 26 | 13           | "We Have Manners. We're Polite." "(Gentileza é Fundamental)"   | Constantine Makris       | Jenji Kohan                 | nenhum                      | 6 de junho de 2014 |
| O grupo de Vee na prisão fica contra ela. Após o roubo do estoque de heroína de Nicky, Vee fica sem saber o que fazer e tenta fazer com que Suzanne leve a culpa por atacar Red. Piper revela o desfalque de Figueroa para Caputo, que relata para o diretor e confronta Figueroa. A tentativa de Figueroa de comprar o silêncio de Caputo realizando sexo oral nele não funciona e ela se demite. O papel de Caputo como o novo vice-diretor da prisão sai de um início calmo quando Bennett confessa que foi ele quem engravidou Daya. Caputo perdoa a confissão para tentar evitar um escândalo sobre sua administração na prisão. A Irmã Ingalls termina sua greve de fome depois de Red conversar com Healy. Vee, sozinha e sem amigos, escapa da prisão através do tubo de drenagem na estufa de Red. O médico de Rosa diz para ela que sua quimioterapia não está funcionando e ela tem apenas entre 3 à 6 semanas de vida. Morello deixa as chaves na van com Rosa dentro, então, ela pega o veículo e foge da prisão, a fim de saborear a liberdade nos seus últimos dias de vida. Então, ela vê Vee caminhando na beira da estrada e, intencionalmente, a mata, atropelando-a com a van. |              |                                                                |                          |                             |                             |                    |